# Morti nel 1078
| Questa pagina contiene informazioni ricavate automaticamente dalle voci biografiche con l'ausilio del template Bio e di un bot. L'aggiornamento è periodico e automatico e ricostruisce completamente la pagina. Se manca una persona in questa lista, sei pregato di non aggiungerla, ma accertati piuttosto che la sua voce biografica contenga il template Bio e che i dati anagrafici siano correttamente compilati. Se il template Bio manca, inseriscilo tu stesso o, in alternativa, metti l'avviso {{tmp\|Bio}} che ne segnala la mancanza. Se i dati riportati sono sbagliati, correggi direttamente la voce biografica; le modifiche saranno visibili in questa lista entro pochi giorni. Per chiarimenti vedi il progetto biografie. La lista contiene solo le 16 persone che sono citate nell'enciclopedia e per le quali è stato implementato correttamente il template Bio. Pagina aggiornata al 10 ago 2025. |

- 22 febbraio - Giovanni di Fécamp, scrittore e abate italiano
- 5 aprile - Riccardo I di Aversa, cavaliere medievale normanno
- 7 agosto - Diepoldo II di Vohburg, nobile tedesco
- 8 agosto - Guarniero di Magdeburgo, arcivescovo cattolico tedesco
- 9 agosto - Pietro I di Savoia, conte
- 16 agosto - Arcimbaldo III di Borbone, nobile francese
- 26 agosto - Erluino, cavaliere medievale normanno
- 6 novembre - Bertoldo I di Zähringen, nobile tedesco (n. 1000)
- 11 novembre - Udo di Nellenburg, arcivescovo cattolico tedesco
- Anawrahta, sovrano birmano (n. 1015)
- Andrea di Bari, arcivescovo italiano
- Immilla di Torino, nobildonna italiana
- Izjaslav I di Kiev, principe (n. 1024)
- Niceforitzes, funzionario e militare bizantino
- Rhys ab Owain, sovrano
- Ugo II di Chalon, conte